# Museo del lupo appenninico
Il Museo del lupo appenninico è un museo naturalistico dedicato al lupo appenninico situato a Civitella Alfedena (AQ), in Abruzzo.

## Storia e descrizione
Il museo fu inaugurato nel 1976 in una ex stalla, edificio che fu restaurato e adeguato ad ospitare lo spazio museale e il centro visita del parco nazionale d'Abruzzo, Lazio e Molise. Situato nel borgo medievale di Civitella Alfedena è dedicato al lupo appenninico ed ospita documenti e materiale vario riguardante uno degli animali simbolo del parco nazionale. Diorami, mostre fotografiche ed allestimenti permettono di conoscere più da vicino le caratteristiche biologiche, le abitudini di vita dell'animale in tutte le stagioni e il rapporto che lo stesso ha con l'uomo, in particolare con gli abitanti dell'area protetta. In uno spazio museale è stato ricomposto uno scheletro ed è esposto un lupo imbalsamato.
In uno spazio esterno si trova l'area faunistica che ospita esemplari feriti o non più in grado di sopravvivere allo stato brado che vivono in cattività. In un'area adiacente e distinta sono ospitati alcuni esemplari di lince. Il centro visita, dotato anche di un'area esterna attrezzata connessa ai sentieri natura, ospita gruppi di turisti e, per attività didattiche, anche le scolaresche.